# محوطه برقه چال
محوطه برقه چال مربوط به دوره اشکانیان - دوره ساسانیان - سده‌های میانه دوران‌های تاریخی پس از اسلام است و در شهرستان کوهدشت، بخش کونانی، دهستان زیر تنگ، ۲۰۰ متری شمال رغب روستای کاکاوندرا واقع شده و این اثر در تاریخ ۲۸ اسفند ۱۳۸۵ با شمارهٔ ثبت ۱۸۴۱۴ به‌عنوان یکی از آثار ملی ایران به ثبت رسیده است.